# Trygga Hem
Trygga Hem var ett svenskt säkerhetsföretag med inriktning mot privatkonsumenter och larm med utryckning av väktare. Verksamheten i övrigt bestod av lås till dörr och fönster, brandskyddsprodukter och kassaskåp. Bolaget var verksamt i Sverige och grundades 2000. Trygga Hemaktien var från 2008 noterad på First North. År 2013 köptes företaget av Sector Alarm.